# Mękarzów
Mękarzów is een plaats in het Poolse district  Włoszczowski, woiwodschap Święty Krzyż. De plaats maakt deel uit van de gemeente Moskorzew en telt 235 inwoners.